# 이성애 (가수)
이성애(李成愛, 1952년~ )는 대한민국의 가수이다.

## 생애
1971년 데뷔했다. 1973년 '기다리는 마음' 등 히트곡으로 MBC 10대 가수 가요제 여성 신인상을 받았다. 1977년에 일본에 건너가 '가슴 아프게'를 히트시켰다. 이를 계기로 일본 가라오케에서 한국 가요가 퍼졌다. 인기 절정이던 1978년 갑자기 은퇴한 뒤 미국 대학 교수인 한국인 미스터 차교수와 결혼했다. 2005년 10월 26일에 일본에서 신곡을 발표했다.